# Centúrias
As Centúrias, ou Centuries, são um conjunto de profecias de eventos futuros de Nostradamus/Nostredame lançado em 1555, iniciamente com 353 quadras (rimas em quatro linhas), que posteriormente foi ampliada e compiladas em dez conjuntos de versos (cada uma com 100 quadras totalizando 1000 previsões em cerca de 100 paginas), que virou o livro Les Prophéties, uma coleção de 942 quadras poéticas.
Não seguem coerência cronológica e foram escritas combinando francês arcaico, grego, latim e provençal. Além disto, acredita-se que existam anagramas, referências mitológicas e astrológicas, com linguagem subjetiva que dificulta a compreensão. Alguns estudiosos afirmam que esse foi um recurso utilizado por Nostradamus para se esquivar da Santa Inquisição do catolicismo. Assim, tentar decifrar as centúrias é algo complexo, devido esta ambivalência e o místicismo.
A primeira parte das Centúrias foi publicada em maio de 1555 pela casa Mace Bonhomme, de Lyon. O prefácio assinado por Nostradamus dedicava o livro a César, seu filho recém-nascido. A segunda parte foi publicada apenas em 1557. No entanto, uma terceira e última parte não foi publicada em vida por Nostradamus, apenas existem edições póstumas de origem duvidosa. 
Acreditava-se que a quadra 35 da Centúria I citava com quatro anos de antecedência a morte do Rei  Henrique II num duelo, mas, na verdade, era de um velho rei de Bizâncio segundo uma gravura da época. 
Dessa forma, Nostradamus conquistou notoriedade pela crença em sua capacidade de prever o futuro, fato que se discute até hoje, sem que haja provas conclusivas.
Acredita-se que Nostradamus supostamente fez previsão sobre: Revolução Francesa, Hitler, Muammar Khaddafi, Saddam Hussein, Osama bin Laden, grande incêndio de Londres, chegada à lua, ataque de 11 de setembro, mudanças climáticas, catástrofe cósmica com um corpo celeste, grande guerra na Inglaterra, surte de uma antiga praga, longos conflitos como o russo-ucraniano, desenvolvimento tecnológico, desenvolvimento de terapias genéticas e da medicina regenerativa.
Opiniões sobre essas previsões variam amplamente ao longo da história, visões acadêmicas como as de Jacques Halbronn que as consideram como falsificações ja escritas, que posteriormente foram reescritas com viés político. Também ocorreram fraudes conhecidas na Internet, onde quadras no estilo de Nostradamus foram propagadas via e-mail como se fossem reais. Os exemplos mais conhecidos dizem respeito ao colapso do World Trade Center nos ataques de 11 de setembro.